# 约翰·查理·伯基尔
约翰·查理·伯基尔 FRS（1900年2月1日—1993年4月6日），生於英格蘭諾福克郡霍爾特，是英国数学家，專研分析學，引入伯基尔積分。1953年獲選為英國皇家學會院士。1948年，伯基尔獲亞當斯獎。伯基爾擔任劍橋大學彼得學院院長直到1973年卸任，到1993年在谢菲尔德去世。